# Vòng loại Giải vô địch bóng đá thế giới 1982
Có 109 hiệp hội bóng đá quốc gia là thành viên của FIFA cử đội tuyển quốc gia tham gia Vòng loại Giải vô địch bóng đá thế giới (FIFA World Cup) 1982 để chọn ra 22 đội tham dự FIFA World Cup 1982 cùng với chủ nhà Tây Ban Nha và đương kim vô địch Argentina.
24 suất tham dự FIFA World Cup 1982 được phân bổ như sau:
| Châu lục                              | Số suất tham dự |
| ------------------------------------- | --------------- |
| Châu Âu (UEFA)                        | 14              |
| Nam Mỹ (CONMEBOL)                     | 4               |
| Bắc, Trung Mỹ và Caribe (CONCACAF)    | 2               |
| Châu Phi (CAF)                        | 2               |
| Châu Á và châu Đại Dương (AFC và OFC) | 2               |

## Các đội vượt qua vòng loại

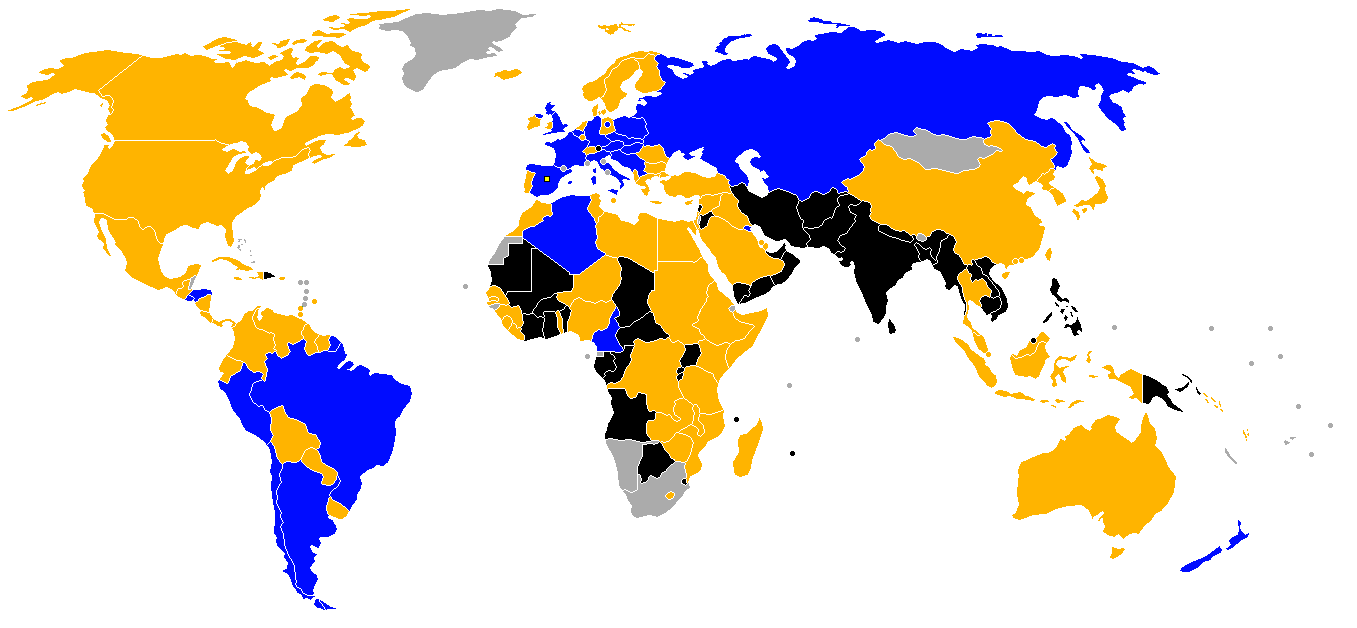
Chú thích
Giành quyền tham dự FIFA World Cup 1982
Không vượt qua vòng loại
Không tham dự vòng loại
Không phải là thành viên của FIFA

Dưới đây là danh sách 24 đội giành quyền tham dự FIFA World Cup 1982:
| Đội         | Châu lục  | Ngày vượt qua        | Số lần tham dự World Cup | Lần gần nhất dự World Cup |
| ----------- | --------- | -------------------- | ------------------------ | ------------------------- |
| Tây Ban Nha | UEFA      | 6 tháng 7 năm 1966   | 6                        | 1978                      |
| Argentina   | CONMEBOL  | 25 tháng 6 năm 1978  | 8                        | 1978                      |
| Brasil      | CONMEBOL  | 22 tháng 3 năm 1981  | 12                       | 1978                      |
| Chile       | CONMEBOL  | 14 tháng 6 năm 1981  | 6                        | 1974                      |
| Perú        | CONMEBOL  | 6 tháng 9 năm 1981   | 4                        | 1978                      |
| Bỉ          | UEFA      | 9 tháng 9 năm 1981   | 6                        | 1970                      |
| Ba Lan      | UEFA      | 10 tháng 10 năm 1981 | 4                        | 1978                      |
| Scotland    | UEFA      | 14 tháng 10 năm 1981 | 5                        | 1978                      |
| Tây Đức     | UEFA      | 14 tháng 10 năm 1981 | 10                       | 1978                      |
| Algérie     | CAF       | 30 tháng 10 năm 1981 | 1                        | –                         |
| Hungary     | UEFA      | 31 tháng 10 năm 1981 | 8                        | 1978                      |
| Ý           | UEFA      | 14 tháng 11 năm 1981 | 10                       | 1978                      |
| Honduras    | CONCACAF  | 16 tháng 11 năm 1981 | 1                        | –                         |
| Anh         | UEFA      | 18 tháng 11 năm 1981 | 7                        | 1970                      |
| Bắc Ireland | UEFA      | 18 tháng 11 năm 1981 | 2                        | 1958                      |
| Liên Xô     | UEFA      | 18 tháng 11 năm 1981 | 5                        | 1970                      |
| Nam Tư      | UEFA      | 21 tháng 11 năm 1981 | 7                        | 1974                      |
| Áo          | UEFA      | 22 tháng 11 năm 1981 | 5                        | 1978                      |
| El Salvador | CONCACAF  | 22 tháng 11 năm 1981 | 2                        | 1970                      |
| Cameroon    | CAF       | 29 tháng 11 năm 1981 | 1                        | –                         |
| Tiệp Khắc   | UEFA      | 29 tháng 11 năm 1981 | 7                        | 1970                      |
| Pháp        | UEFA      | 5 tháng 12 năm 1981  | 8                        | 1978                      |
| Kuwait      | AFC & OFC | 14 tháng 12 năm 1981 | 1                        | –                         |
| New Zealand | AFC & OFC | 10 tháng 1 năm 1982  | 1                        | –                         |

## Vua phá lưới
9 bàn thắng
- Gary Cole
- Steve Sumner
- Brian Turner
- Karl-Heinz Rummenigge

8 bàn thắng
- Grant Turner
- Steve Wooddin

7 bàn thắng
- Hugo Sánchez
- Klaus Fischer
- Zlatko Vujović

6 bàn thắng
- Roger Milla
- Frank Arnesen

## Thể loại
1. ↑  Tuy nhiên chỉ còn 13 suất, do Tây Ban Nha là chủ nhà (được vào thẳng mà không cần đá vòng loại).
2. ↑  Chỉ còn 3 suất do Argentina được vào thẳng với tư cách là đương kim vô địch.